# Hedysarum balchanense
Hedysarum balchanense är en ärtväxtart som beskrevs av Antonina Georgievna Borissova. Hedysarum balchanense ingår i släktet buskväpplingar, och familjen ärtväxter. Inga underarter finns listade i Catalogue of Life.